# Бекичева, Юлия Вадимовна
Юлия Вадимовна Бекичева (род. 10 июля 1980, Кисловодск) — российская журналистка, писательница, документалист.

## Творческая биография
Начала карьеру журналиста в 2001 году в газете «Трибуна» (АО «Газпром-Медиа Холдинг»), в 2002 году получила премию «Лучший журналистский дебют». Является автором ряда статей на социальные темы, а также ряда интервью с деятелями искусства, культуры, политики, спорта и т.д., в том числе с Арчилом Гомиашвили, Владимиром Шаинским, Олегом Анофриевым, Леонидом Владимирским, Юрием Энтиным, Константином Ваншенкиным, Татьяной Бек, Беллой Ахмадулиной, Юрием Бондаревым, Киром Булычёвым, Владимиром Богомоловым, Игорем Коном, Константином Бесковым, Геннадием Логофетом, Виталием Вульфом, Михаилом Горбачёвым, Андреем Маленковым, Майклом Дебейки, Лучано Паваротти и другими. Автор статей о спортсменах Михаиле Южном, Марии Шараповой, Сергее Щербакове, Елене Мухиной, Татьяне Авериной, Кире Ивановой, Зинаиде Ворониной.
С 2004 года работала в интернет-журналах MyJane.ru, Netwoman.ru, журнале «Няня» и его электронной версии Nanya.ru. Автор ряда статей об уходе за детьми, акушерстве, абортах, образовании за рубежом.
С 2006 года — автор журнала «Интервью: Люди и События». Написала ряд портретных материалов о Сильвии Кристель, Аль Бано и Ромине Пауэр, Уитни Хьюстон, Анне Вырубовой, Евгении Боткине и других.
Автор книг, выпущенных в московских издательствах «АСТ», «Алгоритм», «У Никитских ворот», «Грифон».

## Книги
- Бекичева Ю. «Елена Дьяконова. Мой муж — Сальвадор Дали», М.: АСТ, 2014. ISBN 978-5-17-086690-8
- Бекичева Ю. «Вера Алентова. Москва слезам не верит…», М.: Алгоритм, 2017. ISBN 978-5-906995-08-7
- Бекичева Ю., Нуреев Р. Х., Пети Р. «Автобиография. Вместе с Нуреевым», М.: АСТ / Fasquelle & Grasset, 2020 ISBN 978-5-17-106347-4
- Бекичева Ю., Бондаренко О. В. «Жизнь и тайны мистера Хефнера», М.: У Никитских ворот, 2021 ISBN 978-5-00170-343-3
- Бекичева Ю., Бондаренко О. В. «Санта-Барбара. Как Добсоны сериал придумали», М.: Грифон, 2022 ISBN 978-5-98862-698-5
- Бекичева Ю., Бондаренко О. В. «Унесённые ветром: жизнь до и после», М.: Грифон, 2023 ISBN 978-5-98862-757-9
- Бекичева Ю., Бондаренко О. В. «Любовник леди Чаттерлей, Эммануэль: порнография, ставшая классикой», М.: Грифон, 2024 ISBN 978-5-98862-811-8
- Бекичева Ю. «Сокровища человеческой глупости», М.: АСТ, 2018 ISBN 978-5-17-111279-0
- Бекичева Ю. «Самые невероятные факты обо всем на свете», М.: АСТ, 2019 ISBN 978-5-17-118028-7
- Бекичева Ю. «Лучшие загадки и задачки на эрудицию», М.: АСТ, 2020 ISBN 978-5-17-120318-4
- Бекичева Ю. «Анекдоты PRO. Самые свежайшие. Анекдоты народов мира», М.: АСТ, 2020 ISBN 978-5-17-133082-8
- Бекичева Ю. «Нострадамус. Предсказания», М.: АСТ, 2022 ISBN 978-5-17-149862-7
- Бекичева Ю. «Ванга. Взгляд на Россию», М.: АСТ, 2022 ISBN 978-5-17-150148-8